# Dan Jinks
Dan Jinks (* in Miami) ist ein US-amerikanischer Filmproduzent. Für den Film American Beauty gewann er 2000 gemeinsam mit Bruce Cohen einen Oscar. 2009 wurden beide für Milk erneut nominiert.

## Leben
Jinks studierte an der New York University Tisch School of the Arts und begann seine Karriere an einem New Yorker Theater. Für Touchstone Pictures produzierte Jinks 1997 den Film Nix zu verlieren mit Martin Lawrence und Tim Robbins. Als Executive Producer arbeitete er danach für den Film Der Knochenjäger.
Gemeinsam mit Regisseur und Produzent Bruce Cohen gründete Jinks die Filmproduktionsfirma The Jinks/Cohen Company. Gemeinsam produzierten sie 1999 den Film American Beauty, der bei der Oscarverleihung 2000 bei acht Nominierungen fünf Oscars gewinnen konnte. Darunter der Award in der Kategorie Bester Film für die beste Produktion. Weitere Preise gewann der Film bei den Australian Film Institute Awards als bester ausländischer Film, bei den BAFTA Awards als bester Film und den PGA Awards als beste Produktion. 
Weitere Filme der Jinks/Cohen Company waren u. a. Down with Love – Zum Teufel mit der Liebe! mit Renée Zellweger und Ewan McGregor in den Hauptrollen und Big Fish von Regisseur Tim Burton, der bei den Golden Globes und den BAFTA Awards als bester Film nominiert war. 
Später konzentrierten sich Jinks und Cohen verstärkt auf TV-Serien, darunter die Serie Pushing Daisies, die acht Emmys und eine Nominierung für den Golden Globe erhielt. 
2008 gelang den beiden mit Milk, in dem Sean Penn die Hauptrolle übernahm, ein weiterer großer Erfolg. Der Film wurde 2009 für insgesamt acht Oscars nominiert, davon einer erneut in der Kategorie Bester Film. Auch für die BAFTA Awards und die PGA Awards gab es Nominierungen. Darüber hinaus kürte der New York Film Critics Circle Milk zum Besten Film des Jahres.

## Filmografie (Auswahl)
- 1997: Nix zu verlieren
- 1999: Der Knochenjäger (Executive Producer)
- 1999: American Beauty
- 2003: Down with Love – Zum Teufel mit der Liebe!
- 2003: Big Fish
- 2004: Die Vergessenen
- 2007: Traveler (TV-Serie)
- 2007: Side Order of Life (TV-Serie)
- 2008: Milk
- 2007–2009: Pushing Daisies (TV-Serie)